# Vlag van Nógrád

Vlag van Nógrád
(ratio 100:149)

De vlag van Nógrád werd op 27 juni 1991 aangenomen als de vlag van de Hongaarse comitaat Nógrád. De vlag bestaat uit een blauw veld met daarop het wapen richting de mastzijde. Onder het wapen staat in een boog en in gouden letters: nógrád a közügyért.
Een ridder met zwaard en een rond schild komt al voor op de zegel van Nógrád uit 1551. Het is niet zo vreemd dat Nógrád voor een krijgsman heeft gekozen. Archeologische vondsten tonen aan dat de streek reeds in prehistorische tijden door verschillende volken werd bewoond. Ook de onbekende auteur van “Gesta Hongarorum” (Hongaarse daden) meestal Anonymus genoemd uit ca. 1200 beschreef vele krijgsverrichtingen in deze streek, welke ook hun sporen hebben achtergelaten. In 1655 werd door keizer Ferdinand III de ridder uitgedost met een ovaal schild met het rijkswapen. In 1836 werd de groene schildvoet toegevoegd. Opmerkelijk is dat hier, evenals voor Fejér, het Hongaarse wapen negen balken heeft.